# Helritt
Helritt ist eine deutsche Pagan-Metal-Band aus Thüringen.

## Geschichte
Gegründet wurde die Band am 18. Januar 2005, nachdem Teile der Mitglieder aus Surturs Lohe ausgestiegen waren. Tyr’s Sohn (Gitarre), Reki (Gesang), Nidhöggr (Schlagzeug) gründeten zusammen Helritt. Boreas, welcher ebenfalls bei Surturs Lohe spielte, stieß kurze Zeit später zum Trio. Komplettiert wurde die Gruppe durch Werner, welcher bei Vagabond aktiv war. Bereits im Juni des Gründungsjahres erschien ihre Demo Wälder, welches auf Konzerten der Band angeboten wurde. Über Konzerte kam Helritt in Kontakt zu dem Label Det Germanske Folket, einem Sublabel des Twilight Vertriebes.
Mit der Unterstützung der Plattenfirma gelang es der Band im Dezember 2006 im Studio der Band XIV Dark Centuries ihr Debütalbum Trotzend dem Niedergang zu veröffentlichen. Bei der Release-Party im Gasthaus Einsiedel in Zella-Mehlis spielten außerdem noch XIV Dark Centuries und Fjoergyn vor etwas mehr als 300 Besuchern. Ihr Album wird in Deutschland, Frankreich, Großbritannien, Kanada und in den USA vertrieben. Mittlerweile wurde mit Det Germanske Folke ein Vertrag über drei weitere Alben abgeschlossen.

## Stil
Die Mitglieder von Helritt bezeichnen ihren Stil selbst als Pagan Metal und verwenden überwiegend heidnische Themen in ihren Texten. Sie sahen sich bereits vor der Gründung von Surturs Lohe als Teil dieser Subszene des Metals, wobei sie in ihren Liedern auch Elemente weiterer Stilrichtungen, wie beispielsweise aus dem Thrash Metal, verwenden. Musikalisch verzichtet man auf akustische Instrumente, verwendet aber viele Melodien und zum Teil epische Elemente. Der Gesang wechselt zwischen gutturalem Kreischen und Klargesang ab, wobei etwa der Kreischgesang etwa drei Viertel der Gesangslinien ausmacht.

## Diskografie

### Demos
- 2005: Wälder

### Alben
- 2006: Trotzend dem Niedergang (Det Germanske Folket/Twilight Vertrieb)